# Acetilcolinomimetici
Gli acetilcolinomimetici sono composti chimici in grado di generare una risposta agonistica nell'interazione con un recettore colinergico. L'acetilcolina è il ligando endogeno per questi recettori.

## Relazione-struttura-attività per gli agonisti colinergici muscarinici

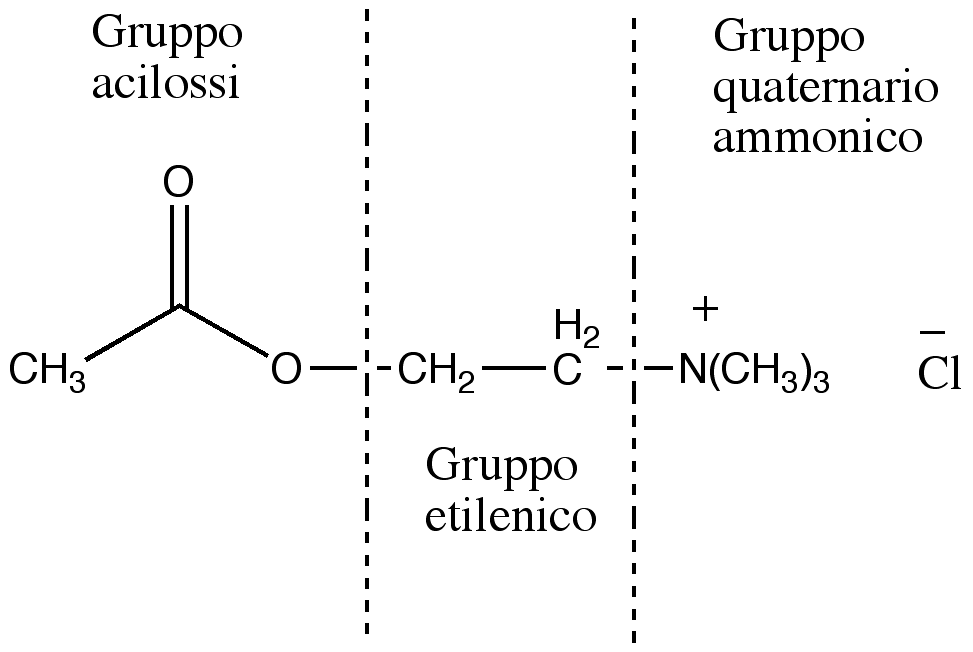
La SAR dell'acetilcolina

### Modificazioni del gruppo ammonico quaternario
Per la massima attività agonista muscarinica, è necessario che ci sia un ammonio quaternario con tre gruppi metilici sull'azoto. Se questi sono invece gruppi etilici, si ottiene un composto dotato di attività antagonista.
Sostituendo gradualmente i metili con degli etili si osserva una perdita dell'attività agonista.
Sostituendo i metili con degli idrogeni (per dare un'ammina terziaria, secondaria e infine primaria) portano a composti con attività muscarinica sempre minore.

### Modificazioni del ponte etilenico
La massima potenza muscarinica richiede la presenza di non più di cinque atomi tra l'azoto e l'atomo di idrogeno terminale. Molecole più grandi sono in grado di legare il recettore, ma dimostrano attività antagonista.
Sostituendo gli atomi di idrogeno del ponte etilenico si arriva a composti molto meno attivi.
Un metile sul carbonio in β all'azoto quaternario porta alla acetil-β-metilcolina (metacolina), che ha una potenza simile a quella dell'acetilcolina, mostrando selettività per i recettori muscarinici.
Un metile sul carbonio in α, invece, porta alla acetil-α-metilcolina, che ha selettività per i recettori nicotinici anche se attualmente non ha alcun uso clinico.

### Modificazioni del gruppo acilossi
Sostituendo con omologhi superiori all'acetile (propionile, butirrile, ecc.) gli esteri risultanti sono meno potenti dell'acetilcolina.
Sostituendo l'estere con un'ammide, si ottiene un gruppo funzionale più resistente all'idrolisi.
L'estere carbammico della colina, il carbacolo, è un potente agonista colinergico con attività muscarinica e nicotinica.
Combinando questa logica chimica, si è giunti alla sintesi del betanecolo, estere carbammico della acetil-β-metilcolina, agonista muscarinico potente e selettivo, attivo per via orale.
Riassumendo, la SAR per gli agonisti muscarinici può essere riassunta in questo modo:
- La molecola deve possedere un atomo di azoto capace di ionizzarsi, preferibilmente un sale ammonico quaternario.
- I sostituenti dell'azoto non dovrebbero essere più grossi di un gruppo metilico.
- Ci dovrebbe essere un ossigeno, preferibilmente estereo, capace di partecipare a legami idrogeno.
- Dovremmo avere uno spaziatore di due atomi di carbonio tra l'atomo di ossigeno e l'atomo di azoto.